# ボジェナ・ラグレロヴァー

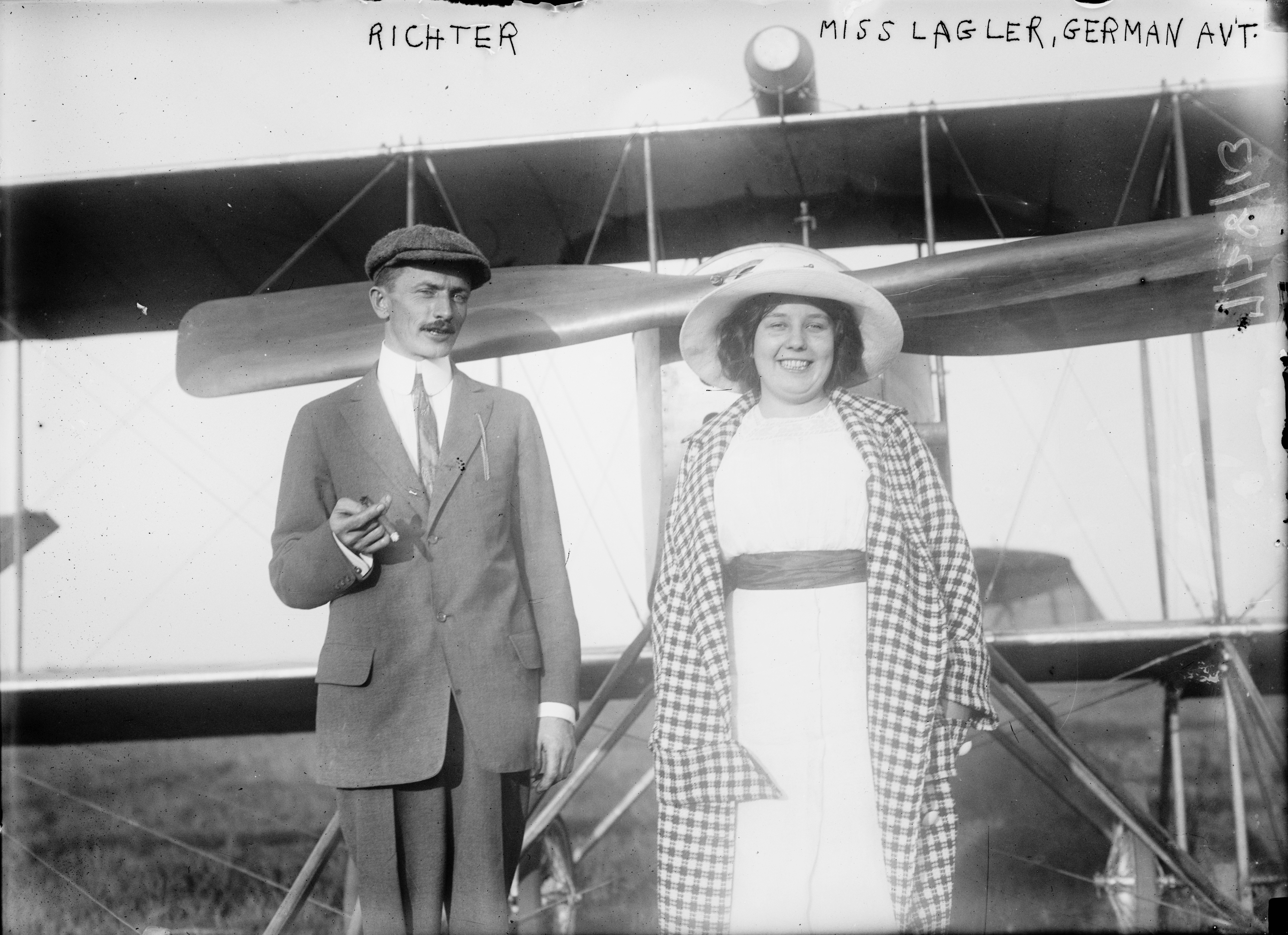
Joseph Richterと Božena Laglerová

ボジェナ・ラグレロヴァー（Božena Laglerová、Božena Lagler、1888年12月11日 - 1941年10月8日）はチェコの女性パイロットである。

## 生涯・業績
プラハで生まれた。1911年の春から、ドイツの航空パイオニア、ハンス・グラーデのもとで飛行を学んだ。グラーデの元で学んだ最初の女性パイロットであった。7月に事故を起こし、飛行機を壊しプラハに戻ったが、再び訓練を再開し、1911年10月10日オーストリア飛行クラブの飛行免許（#37）を取得し、10月19日、メリ・ベーゼに遅れること1月で、女性として2人目のドイツの飛行免許（#125）を取得した。競技会で成果をあげ、キューバやドミニカやアメリカ本土でも飛行を行った。
第一次世界大戦が始まると軍務に志願したが、女性パイロットが軍務につくことは拒絶された。戦争が終わると、グラーデが飛行機の製造をやめたことなどから、飛行をやめた。1919年に航空写真家、飛行教官のJosef Peterka と結婚した。1941年心臓病で没した。